# Daenerys Targaryen
Daenerys Targaryen er en fiktiv person i den amerikanske forfatter George R. R. Martins fantasyserie A Song of Ice and Fire og i HBOs filmatisering Game of Thrones, hvor hun spilles af Emilia Clarke. I romanerne er hun en fremtrædende hovedperson, med adskillige kapitler skrevet fra hendes synspunkt. Hun er en af de mest populære karakterer i serien, og The New York Times har nævnt hende som en af forfatterens bedste kreationer.
Karakteren blev introduceret i Kampen om tronen. Hun er et af de sidste overlevende medlemmer (sammen med sin storebror Viserys) af Huset Targaryen, der indtil 14 år før begivenhederne i den første roman, havde hersket over kontinentet Westeros fra Jerntronen i næsten 300 år inden de blev smidt ud. Hun har efterfølgende optrådt i Kongernes kamp (1998) og En storm af sværd (2000). Daenerys var en af de få prominente karakterer, som ikke medvirkede i Kragernes rige (2005), men hun vendte tilbage i den næste roman En dans med drager (2011).
I historien er Daenerys en ung kvinde i sine tidlige teenageår, der bor i Essos. Hun kender ikke andet liv ened i eksil, og hun er afhængig af sin bror, der misbruger hende. Hun bliver tvunget til at gifte sig med dothraki-høvdingen Khal Drogo i bytte for en hær til Viserys, der ønsker at vender tilbage til Westeros og generobre Jerntronen. Hendes bror mister sin kontrol over Daenerys, der begynder at tilpasse sig sin rolle som khalasar. Hendes karakter fremstår som stærk, selvsikker og modig. Hun bliver arving til Targaryen-dynastiet efter hendes bror bliver myrdet, og hun planlægger at generobre Jerntronen selv, da hun ser det som sin fødselsret. Daenerys bliver gravid, men mister både sit barn og sin mand, men kort efter får hun tre drageæg til at klække. Dragerne ser hende som deres mor, og de giver hende en taktisk fordel og stor prestige. I løbet af historien kæmper hun med at opretholde kontrollen over sine drager. Hun får også fat i en hær, som hun bruger til at erobre byerne Yunkai, Astapor og Meereen, fast besluttet på at sætte en stopper for slaveri og uretfærdighed der. På trods af sit stærke moralske kompas behandler hun sine fjender ubamhjertigt, særligt slaveherrerne. Hun etablerer sig selv som en magtfuld og nådesløs hersker.
Clarkes portrættering af Daenerys blev godt modtaget af både kritikere og fans, og hun har modtaget nomineringer til Primetime Emmy Award for Outstanding Lead Actress in a Drama Series i 2019 og Outstanding Supporting Actress in a Drama Series i 2013, 2015, and 2016. Hun har også modtaget mange andre nomineringer og priser for sin rolle.